# ملادا بلسلاو
مْلادا بُلِسلاو (به چکی: Mladá Boleslav) شهری در منطقه بوهمیای مرکزی کشور جمهوری چک است که جمعیت آن در سال ۲۰۰۷ میلادی ۴۳٫۹۲۳ نفر بوده‌است.